# Ascensión Martínez Ramírez
Ascensión Martínez Ramírez (Badajoz, 17 de mayo de 1855-1934) fue una compositora y docente española.

## Reseña biográfica
Empezó sus estudios de composición en septiembre de 1863 en la Escuela Nacional de Música de Madrid, siendo alumna de Emilio Arrieta. Participó en los concursos públicos de composición que se realizaron en junio de 1876 obteniendo el primer premio. Más adelante fue premiada en otros certámenes de composición. También destacó por su dedicación a la docencia musical y falleció en 1934.

## Óbras
- Cetimevien, romanza para soprano (1876).
- Letanía al Corazón de Jesús, a dos voces con acompañamiento de órgano.
- La margen del arroyo, romanza para canto y piano (1898).
- Meditación, para orquesta sinfónica.
- Motetes, 3 motetes para coro.
- Oberturas, para orquesta sinfónica.
- Pasodobles, para banda.
- Sinfonía en cuatro tiempos, para orquesta sinfónica.
- Stabat Mater, para solistas coro masculino y orquesta sinfónica.